# Nicolás Laprovittola
Nicolás Laprovittola (Morón, 31 de gener de 1990) és un jugador de bàsquet argentí que juga en la posició de base. Forma part de la selecció argentina de bàsquet. És fill de la política argentina Margarita Stolbizer.

## Carrera esportiva
Els seus inicis en el bàsquet van ser al Club Deportivo Morón, des dels 6 anys fins que va debutar amb el primer equip. El 2007, amb 17 anys, va fitxar pel Club Atlético Lanús, on va jugar fins al 2013. A la temporada 2013-14 comença a jugar a la lliga brasilera de bàsquet (NBB), concretament al Flamengo de Rio de Janeiro, equip amb el qual es proclamaria campió de la Lliga de les Amèriques i de la lliga nacional brasilera, sent el base titular de l'equip i formant part del quintet ideal de la lliga com el millor base del campionat. En la següent temporada torna a guanyar la lliga nacional, així com la Copa Intercontinental contra el Maccabi Tel Aviv, sent triat com el MVP del torneig.
El mes de juliol de 2015 fa el salt a Europa i s'anuncia el seu fitxatge pel BC Lietuvos Rytas de Lituània. Sis mesos més tard, passa a disputar la Lliga ACB amb l'Estudiantes. La temporada següent realitza la pretemporada amb els San Antonio Spurs de l'NBA, compartint equip amb els seus compatriotes Emanuel Ginóbili i Patricio Garino. Nicolás passa el tall definitiu de jugadors i queda dins de la plantilla de l'equip principal. Després de disputar 18 partits però, els Spurs van decidir no seguir comptant amb ell; la franquícia va indicar que la seva sortida es debia al fet que el tècnic Gregg Popovich volia donar-li més rodatge a la jove promesa Murray. En aquests 18 partits que va disputar a l'NBA va fer una mitjana de 3,3 punts i 1,6 assistències en 9,7 minuts de joc.
El mes de gener de 2017 s'oficialitza el seu retorn a la Lliga ACB després del seu fitxatge pel Saski Baskonia amb contracte fins al final de temporada. A l'estiu fitxa pel Zenit de San Petersburg, i en el mes de gener de 2018 és cedit al Club Joventut Badalona fins a final de temporada. L'argentí va aconseguir uns excel·lents números a Badalona, amb una mitjana de 16,4 punts, 6,9 assistències i un 17,2 de valoració de mitjana. Es va convertir en un dels artífex de la salvació de l'equip verd-i-negre, que va estar a punt de perdre la categoria, sent nomenat millor jugador de les jornades 28 i 31, i sent MVP del mes de maig. La temporada 2018-19 va renovar pel conjunt verd-i-negre per un any.
En el seu segon any al Joventut va ser nomenat MVP de la Lliga, formant part del millor quintet del campionat, sent també seleccionat millor jugador de les jornades 7 i 18, i encapçalant la classificació de millor jugador latinoamericà de la lliga. En el mes de febrer de 2019 va batre el rècord històric de valoració a la Copa del Rei, amb un 50 de valoració, en un partit contra el Baskonia que va permetre la Penya classificar-se per les semifinals. Laprovittola superava així el rècord de Tanoka Beard (47) vigent des dels quarts de final de l'edició de 2000. A més, va firmar la màxima anotació en un partit de Copa en 22 anys (36), millorant la màxima anotació d'un jugador de la Penya a la Copa del Rei en era ACB, superant els 35 de Jordi Villacampa al partit del tercer i quart lloc en l'edició de 1991 davant el Reial Madrid.
Aquesta temporada va ser triat pel consistori de Badalona per ser el pregoner de les Festes de Maig, reconeixent “els indubtables mèrits esportius” del jugador així com posant en relleu “el valor del compromís, l'esforç, el lideratge i la connexió aconseguida amb el club i la ciutat”. En el mes de juliol de 2019 s'anuncia el seu fitxatge pel Reial Madrid, previ acord entre la Penya i el club blanc. L'estiu de 2021 Laprovittola fitxa pel FC Barcelona.

### Internacional
Nicolás va debutar amb la selecció argentina l'any 2008 en el Campionat Fiba Amèriques sub18 realitzat a la ciutat de Formosa, on va ser campió panamericà, classificant-se per al Mundial Juvenil de Bàsquet de Nova Zelanda de l'any següent, on la selecció argentina va finalitzar en la cinquena posició.
El 2012 va quedar campió del Campionat Sud-americà. L'any 2013, va ser convocat per a disputar el Campionat FIBA Américas obtenint el tercer lloc i aconseguint la classificació per al mundial de l'any següent. Aquell següent any va obtenir la medalla de plata al Campionat Sud-americà disputat a Isla Margarita, Veneçuela. També va ser convocat l'any 2015 per disputar el Campionat FIBA Américas de Ciutat de Mèxic, amb el qual va obtenir el segon lloc en aquest torneig i la classificació per als Jocs Olímpics, competició en la qual també va participar l'any 2016.

## Estadístiques

### ACB
Fase regular
| Any                | Equip              | PJ | 5i | Min  | %2P  | %3P  | %TL  | Reb | Ass | Rec | Tap | Punts | Val  |
| ------------------ | ------------------ | -- | -- | ---- | ---- | ---- | ---- | --- | --- | --- | --- | ----- | ---- |
| 2015-16            | Estudiantes        | 20 | 20 | 29   | 42   | 38   | 79   | 2,9 | 4,4 | 1,6 | 0   | 13,8  | 12,3 |
| 2016-17            | Baskonia           | 15 | 3  | 14,7 | 31   | 36   | 86   | 1,6 | 3,1 | 0,7 | 0   | 5,5   | 6,8  |
| 2017-18            | Joventut           | 17 | 17 | 31,4 | 53   | 31   | 80   | 2,8 | 6,9 | 1,7 | 0   | 16,4  | 17,2 |
| 2018-19            | Joventut           | 34 | 34 | 30,6 | 54   | 39   | 79   | 2,5 | 6,4 | 1   | 0,1 | 17,2  | 17,2 |
| Total Fase Regular | Total Fase Regular | 86 | 74 | 27,6 | 50,2 | 36,8 | 79,8 | 2,5 | 5,5 | 1,2 | 0   | 14,2  | 14,3 |

Playoffs
| Any            | Equip          | PJ | 5i | Min  | %2P  | %3P  | %TL  | Reb | Ass | Rec | Tap | Punts | Val  |
| -------------- | -------------- | -- | -- | ---- | ---- | ---- | ---- | --- | --- | --- | --- | ----- | ---- |
| 2016-17        | Baskonia       | 7  | 1  | 15,4 | 48   | 48   | 0    | 1,1 | 3,1 | 0,3 | 0   | 7,9   | 6,7  |
| 2018-19        | Joventut       | 2  | 2  | 28,5 | 63   | 45   | 78   | 3   | 6,5 | 2   | 0   | 16    | 25   |
| Total Playoffs | Total Playoffs | 9  | 3  | 18,3 | 51,6 | 47,1 | 63,6 | 1,6 | 3,9 | 0,7 | 0   | 9,7   | 10,8 |

### NBA
| Any       | Equip             | PJ | 5i | Min | %2P  | %3P | %TL | Reb | Ass | Rec | Tap | Punts | Val |
| --------- | ----------------- | -- | -- | --- | ---- | --- | --- | --- | --- | --- | --- | ----- | --- |
| 2016-17   | San Antonio Spurs | 18 | 3  | 9,7 | 42,6 | 37  | 100 | 0,6 | 1,6 | 0,2 | 0,1 | 3,3   | 8,4 |
| Total NBA | Total NBA         | 18 | 3  | 9,7 | 42,6 | 37  | 100 | 0,6 | 1,6 | 0,2 | 0,1 | 3,3   | 8,4 |